# コーナーキック

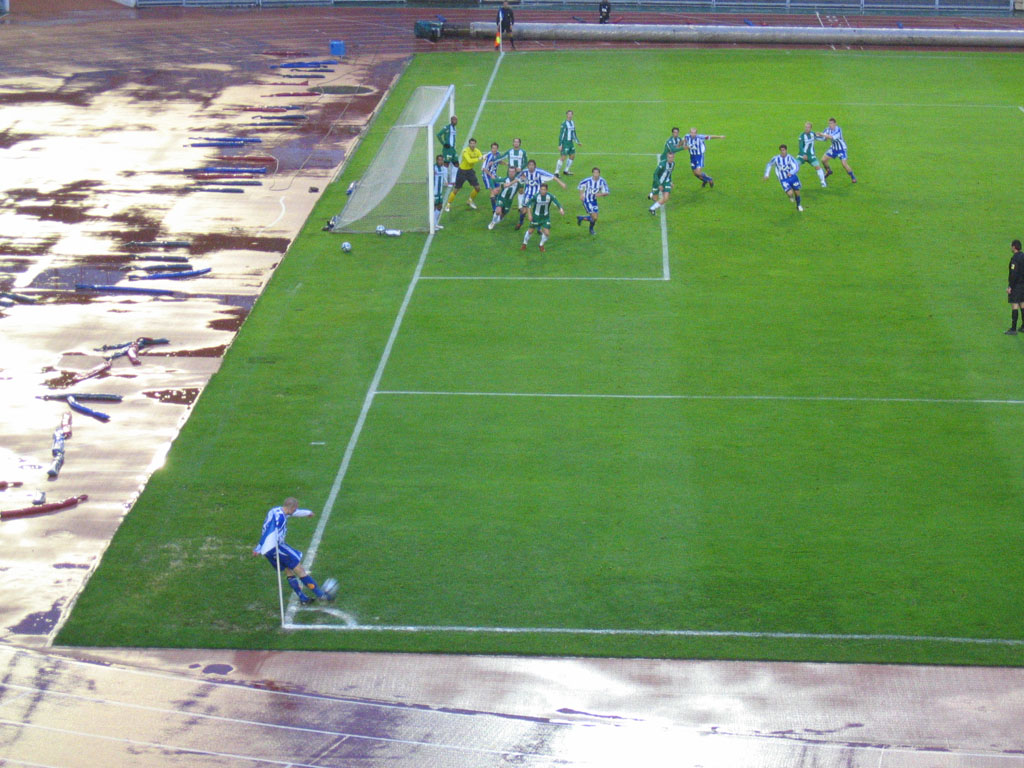
コーナーキック

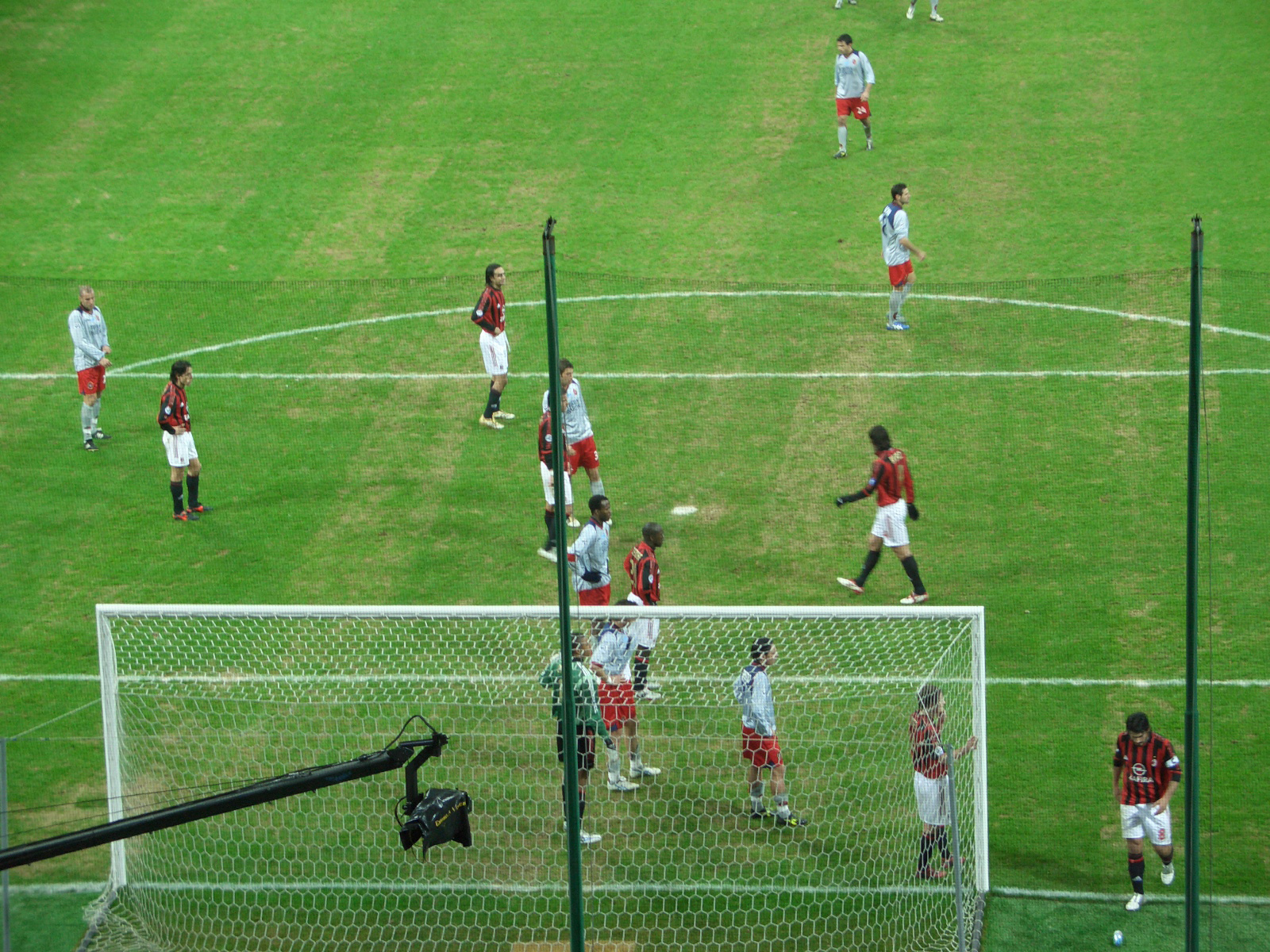
キック直前のゴール前におけるディフェンス

コーナーキック（英: corner kick）は、サッカーの試合で守備側の選手が最後に触れたボールが自陣側のゴールラインから外に出て、かつ得点とならなかった場合に、コーナーアークからのキックによってプレーを再開させるルールである。

## 概要
コーナーキックは、1867年のシェフィールド・ルールの下、イングランドのシェフィールドで初めて考案され、1872年2月17日にフットボール・アソシエーションによって採用された。
コーナーキックからのキックは直接相手チームのゴールを狙うこともできる得点のチャンスである。
一般的にゴールの前にボールを高くあげるキックが行われる。しばしばボールを高く上げずに、近くにいる味方のプレーヤーに短いパスを出すプレーも見られる。こうしたプレーをショートコーナーという。

## ルール上の規定
「サッカー競技規則」第17条「コーナーキック」(Corner kick) 

### コーナーキックが行われる場合
守備側チームの競技者が最後にボールに触れ、かつボールが自陣側ゴールラインを完全に超えた場合で、得点とならなかった場合。なお、ゴールに入っても得点とならない場合については、他のルールにより規定される。

### 規定
- ボールは静止していなければならない。
- コーナーキックは、ボールがフィールド外に出た地点に近い方のコーナーアーク内から攻撃側キッカーによって行われる。（サイドライン、ゴールラインおよびコーナーアークのラインは、コーナーアーク内である）
- キックされたボールが明らかに動けば[2]インプレーとなる。コーナーアークを出なくてもインプレーになる。
  - よって、コーナーキックから直接、守備側ゴールラインを越えて外に出れば（得点とならなければ）ゴールキック、サイドラインを越えて外に出れば相手側スローインとなる。
- キックの際に、フラッグポストは動かしてはいけない。
- 相手側競技者はコーナーキックが命じられてから、インプレーになるまでの間は、コーナーアークから9.15メートル(10ヤード)以上離れなければいけない。
- ボールがインプレーになった後に、他の競技者に触れるまで、キッカーは再びボールに触れることはできない。
- また、コーナーキックがされた時に、コーナーアークから9.15メートル(10ヤード)以内に居た守備競技者、またはインプレーになる前にコーナーアークから9.15メートル(10ヤード)以内に入った守備側競技者は、他の競技者がボールに触れるよりも以前に、ボールに触れ、または触れようとし、その他有利となる行為をしてはならない。違反した場合、反則ではなくコーナーキックのやり直しとなる。悪質な場合は警告または退場処分となる。
- ボールが正しくインプレーになる前に、諸ルールの違反やその他のファウルがあった場合、悪質な場合は警告または退場処分となり、コーナーキックが再び行われる。
- キックされたボールがコーナーポスト、ゴールポストまたはクロスバー、審判などに直接に当たったり、風に吹かれても、ルール適用に変更はない。

### キッカー
任意の攻撃側競技者がゴールキックを行うことが出来る。まれに攻撃側のゴールキーパーが行う場合もあるが、ルール上は問題ない。

### 反則
- インプレーになった後、他の競技者が触れる前に、キッカーが（手・腕以外で）再びボールに触れ、またはキッカーにボールが当たった場合
  - 相手側の間接フリーキックによって試合が再開される（位置は「フリーキック」を参照）。
- インプレーになった後、他の競技者が触れる前に、キッカーが意図的に手または腕で再び触れた場合
  - 反則の起きた場所がコーナーキックをしたチームの自陣ペナルティーエリアの外側の場合、相手側の直接フリーキックで試合が再開される。
  - 反則の起きた場所がコーナーキックをしたチームの自陣ペナルティーエリア内の場合、キッカーが自陣側ゴールキーパーの場合には相手側の間接フリーキックで試合が再開される。キッカーがそれ以外の場合、相手側にペナルティキックが与えられる。

### ゴールに入った場合
- コーナーキックされたボールが、直接、相手側ゴールラインを完全に越えて相手ゴールに入った場合には、得点となる。
- コーナーキックされたボールが、直接、コーナーキックをしたチームの自陣側ゴールラインを完全に越えて自陣ゴールに入った場合には、相手側の得点にはならず、相手側のコーナーキックとなる。
- 上2つの規定は、コーナーポスト、ゴールポストまたはクロスバー、審判などに直接に当たったり、風に吹かれても、ルール適用に変更はない。

### 審判員のシグナル
ボールが明白にゴールラインを越えた場合、コーナーキックを行う側の副審は、旗を下向きにしてコーナーアークを指し示す。なお、ボールがゴールラインを越えたかどうか明白でないが、ボールが完全にゴールラインを越えた場合には、プレイが停止するまで、適宜、旗を上に上げる。コーナーキックから正しくインプレーになるまで諸ルールの違反やその他のファウルがあった場合も、プレイが停止するまで、適宜、旗を上に上げる。
主審は笛のあと腕を上向きにしてコーナーキックを行う側のコーナーアークを指し示す。

## その他
- コーナーキックから直接ボールを受けた時は、オフサイドの反則は適用されない。
- 全国高等学校サッカー選手権大会の黎明期はゴール数が同じ場合は獲得したコーナーキックの数で勝敗を決めていた[3]。また1920年1月に開催された第3回日本フットボール優勝大会ではコーナーキックの数が同じ場合は15分間の延長戦を行っていた記録がある[3]。第4回日本フットボール優勝大会、第5回日本フットボール優勝大会ではコーナーキックが同数の場合はゴールキックの数で勝敗を決めていた[4]。